# Hiroji Imamura
Hiroji Imamura (今村 博治, Imamura Hiroji, Koka, 27 april 1949) is een Japans voormalig voetballer die als aanvaller speelde.

## Clubcarrière
In 1965 ging Imamura naar de Koka High School, waar hij in het schoolteam voetbalde. Nadat hij in 1968 afstudeerde, ging Imamura spelen voor Yanmar Diesel. Met deze club werd hij in 1971, 1974, 1975 en 1980 kampioen van Japan. Imamura veroverde er in 1968, 1970 en 1974 de Beker van de keizer en in 1983 de JSL Cup. In 16 jaar speelde hij er 230 competitiewedstrijden en scoorde 60 goals. Imamura beëindigde zijn spelersloopbaan in 1983.

## Japans voetbalelftal
Hiroji Imamura debuteerde in 1976 in het Japans nationaal elftal en speelde 4 interlands.

## Statistieken
| Japans voetbalelftal | Japans voetbalelftal | Japans voetbalelftal |
| Jaar                 | Wed.                 | Dlp.                 |
| -------------------- | -------------------- | -------------------- |
| 1976                 | 4                    | 0                    |
| Totaal               | 4                    | 0                    |